# Літій-нікель-марганець-кобальт-оксидний акумулятор
Літій-нікель-марганець-кобальт-оксидний акумулятор (LiNixMnyCozO2, NMC) — тип електричного акумулятора, що є різновидом літій-іонного акумулятора, в якому катод виготовляється зі сплавів оксиду нікелю, марганцю, кобальту, літію.

## Характеристики
- Питома густина енергії: 150—200 (Вт•год/кг)[2][3]
- Число циклів заряд-розряд: понад 1000
- Напруга:
  - максимальна: 4,3 (повністю заряджений)
  - номінальна: 3,7 В
  - мінімальна: 2,6 В (повністю розряджений)

## Застосування
Перевагами акумуляторів цього типу є велика потенційна ємність (понад 250 мАгод/г), низька вартість та висока стійкість до зміни температурного режиму. Вони застосовуються в електротранспорті, джерелах безперебійного живлення.